# 郭勋
郭勋（1476年—1542年），號蒼岩，明朝武官，明朝开国勋臣武定侯郭英六世孙。

## 生平
生于成化十二年丙申。正德初年，父亲郭良逝世后，郭勋承袭爵位，并镇守两广、统领三千营。嘉靖帝登基之初，郭勋因在大礼议事件中支持张璁，获得嘉靖帝宠幸。嘉靖初年，统领京师左军都督掌团营。并主持四郊兴建，后恃宠骄横。与大学士楊一清等交恶。嘉靖十八年（1539年），其借编撰《英烈传》时，编造郭英射死陈友谅历史，邀功请郭英配享太庙。群臣反对，侍郎唐胄尤其。后嘉靖帝不听劝阻，仍然使其配享，郭勋则被加为太师。后因行事缓慢，嘉靖帝书敕令与他，他却说“何必劳烦皇帝写敕令”。嘉靖帝大怒，责其“强悖无人臣礼”。给事中高时趁机告发郭勋所干坏事，并称他与张延龄交结，嘉靖帝益怒。嘉靖二十年（1541年）九月，将郭勋下锦衣狱。第二年冬十月，郭勋死于狱中。
历史上传闻其为《水浒传》的原作者，后遭胡适等人考证批驳。

## 家族
夫人趙氏（1488年-1554年），梁國公趙德勝之曾孫女，誥封武定侯夫人，生子郭守乾，襲封武定侯。一女嫁惠安伯张镧。